# Rigadin se trompe de fiancée
Pour plus de détails, voir Fiche technique et Distribution.
Rigadin se trompe de fiancée est un film muet français réalisé par Georges Monca, sorti en 1911.

## Fiche technique
- Titre : Rigadin se trompe de fiancée
- Réalisation : Georges Monca
- Scénario : Paul Landrin
- Photographie :
- Montage :
- Société de production : Société cinématographique des auteurs et gens de lettres (S.C.A.G.L)
- Société de distribution : Pathé Frères
- Pays d'origine :  France
- Langue : film muet avec les intertitres en français
- Métrage : 160 mètres
- Format : Noir et blanc — 35 mm — 1,33:1 — Muet
- Genre :  Comédie
- Durée : 5 minutes et 20 secondes
- Dates de sortie : 
  - France : 21 juillet 1911

## Distribution
- Charles Prince : Rigadin
- Germaine Reuver
- Paul Landrin
- Andrée Marly
- Gabrielle Lange